# Pedro Lancastre Ferreira Pinto
Pedro de Lancastre Ferreira Pinto (Porto, Santo Ildefonso, 22 de Abril de 1939) é um arquiteto português.

## Biografia
Filho de Álvaro Leite Pereira de Melo Ferreira Pinto e de sua mulher D. Maria das Dores Calheiros de Lancastre, irmã do 4.° Conde da Guarda.
Destacam-se entre os seus projetos arquitetónicos:
- Edifício na Rua do Século, n.º 107 a 109; edifício na Rua da Academia das Ciências, n.º 2

- Edifício na Travessa da Horta, n.º 2 a 6 (projeto conjunto com João Paiva Raposo de Almeida e Pedro Emauz e Silva - Prémio Valmor, 1990).